# Jason Piper
Jason Piper est un acteur et danseur britannique.
On ne compte qu'un seul film à son actif, Harry Potter et l'Ordre du phénix, dans lequel il prête sa voix au centaure Bane. Il est surtout connu pour être un danseur de ballet dans des productions comme Swan Lake de Matthew Bourne.

## Filmographie
- 2007 : Harry Potter et l'Ordre du phénix